# Maroggia
Maroggia és un municipi del districte de Lugano en el cantó de Ticino dins Suïssa. L'any 2000 tenia 562 habitants, però va estar habitada des de l'edat del ferro, com ho demostren el descobriments d'una inscripció etrusca del nord, el 1906, i una estela del període romà, el 1926. Es troba l'església de San Pietro, mencionada el 1579.